# Hannu Tapani Klami
Hannu Tapani Klami, född 30 januari 1945 i Helsingfors, död 23 januari 2002 i Åbo, var en finländsk jurist.
Klami blev juris doktor 1970, var biträdande professor i romersk rätt och civilrätt vid Åbo universitet 1972–1976, professor i allmän rättslära och internationell privaträtt där 1976–1988, professor i allmän rättslära vid Uppsala universitet 1987–1992 (samtidigt med professurerna i Åbo 1987-1988 och i Helsingfors 1988-1992) och professor i allmän rättslära vid Helsingfors universitet 1988–2001.
Klami publicerade ett stort antal vetenskapliga arbeten, bland annat verket Oikeustaisteilijat (1976, engelsk översättning The Legalists, 1981), som behandlar den juridiska vetenskapens historia i Finland under ryska tiden, Gewohnheitsrecht als Rechtsquelle (1984), Mordet på Olof Palme, en bevisteoretisk analys (1990), Historia & theoria iuris (1994) och Studier rörande svensk och finsk rätt (2002) samt akademiska läroböcker och inlägg i samhällsdebatten, till exempel boken Turuntauti (1982).